# Between Silk and Cyanide
Between Silk and Cyanide je kniha anglického kryptografa Lea Markse. Publikována byla v roce 1998 společností HarperCollins. Autor se ve svém díle zabývá prací, kterou vykonával během druhé světové války. Přestože mnoho incidentů popsaných v knize je humorných, hlavním tématem byla autorova nechopnost přesvědčit své nadřízené na zjevné chyby v rádiových přenosech od agentů infiltrovaných do Nacisty okupovaného Nizozemska. Velšský hudebník a skladatel John Cale se knihou inspiroval ve svém hudebním díle „Dead Agents“, které hrál při několika koncertech v roce 1999.